# Gornji Račnik
Gornji Račnik (en serbe cyrillique : Горњи Рачник) est un village de Serbie situé sur le territoire de la ville de Jagodina, district de Pomoravlje. Au recensement de 2011, il comptait 89 habitants.

## Démographie
| 1948 | 1953 | 1961 | 1971 | 1981 | 1991 | 2002 | 2011 |
| ---- | ---- | ---- | ---- | ---- | ---- | ---- | ---- |
| 441  | 444  | 389  | 314  | 242  | 182  | 124  | 89   |

|  |